# Godthul

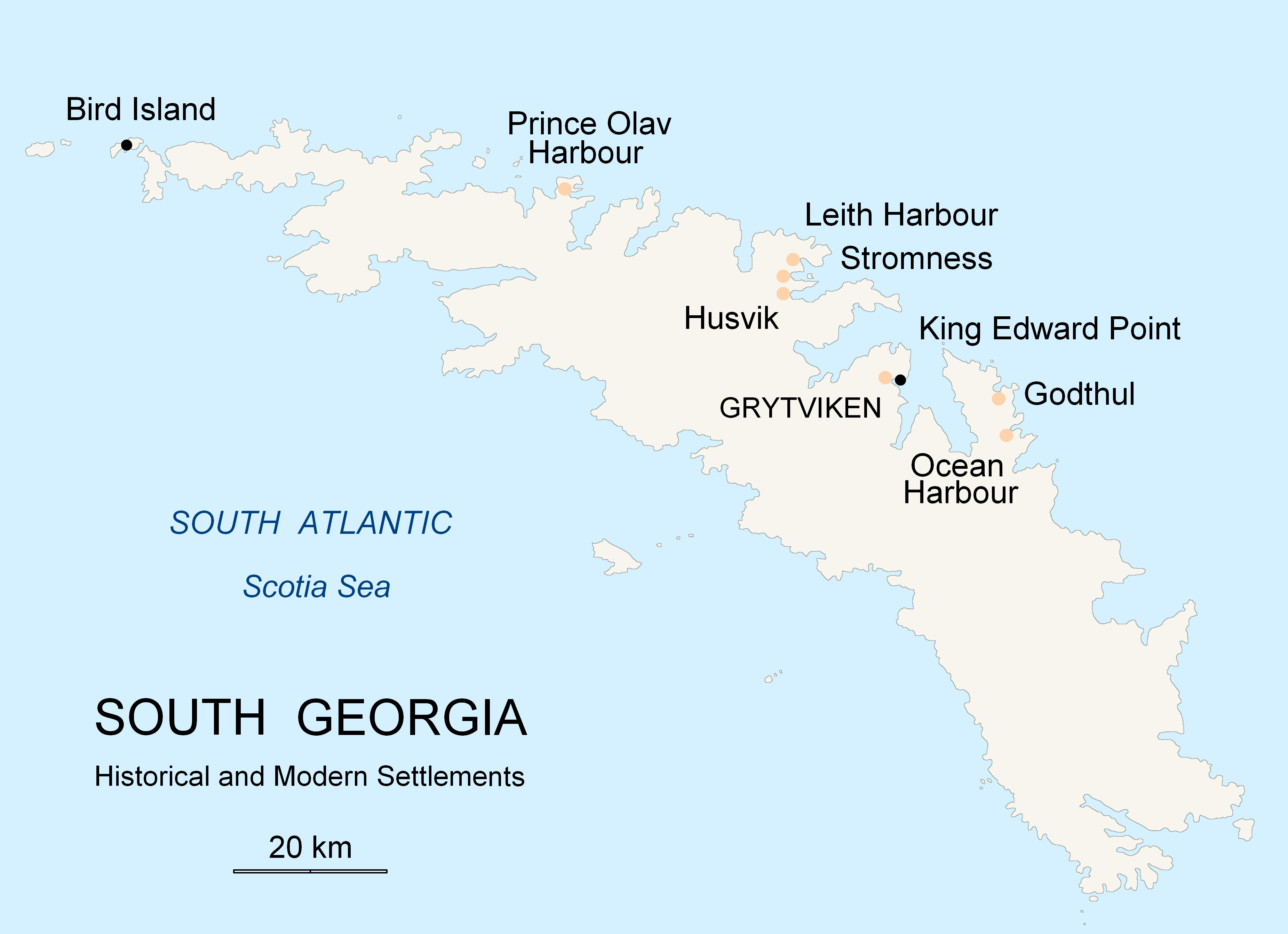
Assentamentos modernos e históricos da Ilha Geórgia do Sul, mostrando Godthul

Godthul é uma baía de 1 milha (1,6 km) de extensão que penetra entre o Cabo George e o Ponto Long, na costa norte da Geórgia do Sul, entre a Baía Leste de Cumberland e o Porto Oceano. O nome Godthul (norueguês para o "Bom Oco") remonta ao período de 1905–12, e foi provavelmente aplicado pelos caçadores de foca e de baleia noruegueses na área.
Ela operou entre 1908–1929, foi apenas uma base terrestre e rudimentar, com as principais operações em um navio de fábrica. Teve uma interrupção entre 1917–22 parcialmente devido a I Guerra Mundial.